# Battaglia del Passo Cahuenga
La battaglia del Passo Cahuenga del 1831 fu un combattimento svoltosi nelle vicinanze di Los Angeles tra il poco popolare governo della Alta California con a capo il governatore Manuel Victoria e gli abitanti locali.
Due uomini, il capitano Romualdo Pacheco da una parte dello schieramento ed il capitano Jose Maria Avila dall'altro rimasero uccisi, mentre il governatore Manuel Victoria venne severamente ferito.
La battaglia si svolse il 5 dicembre 1831 presso il passo Cahuenga, Victoria sconfitto rassegno le dimissioni da governatore.